# Franska Kongo
Franska Kongo betecknar ett franskt intresseområde, en koloni och ett samlingsnamn för områden under fransk kontroll i Västafrika under slutet på 1800-talet fram till 1910 då Franska Kongo uppgår i Franska Ekvatorialafrika.
Upptäcktsresanden Pierre Savorgnan de Brazza utforskade nuvarande Gabon och Kongo-Brazzaville. grundade stationen som kom att bli Brazzaville och blev 1886 generalguvernör för Frankrikes nya koloni i området. 1888 inlemmas Gabon i kolonin som 1891 får namnet Franska Kongo. 1891 påbörjades en bosättning i Bangui. 1899 hyrdes kolonin ut till privata koncessionsbolag. 1894 utropades Ubangi Shari till fransk territorium och 1900 utropades Tchad till franskt militärt territorium. Båda territorierna lydde under Franska Kongo. 1903 fick kolonin namnet Mellankongo och 1910 uppgick den i Franska Ekvatorialafrika. Franska Kongo bestod då av de nuvarande staterna Kongo-Brazzaville, Gabon, Centralafrikanska republiken och Tchad.